# Будрюнас, Витаутас
Ви́таутас Будрю́нас (лит. Vytautas Budriūnas; 19 декабря 1908, Уокиган, Иллинойс — 28 июня 2003, Дор, Висконсин), также Уолтер (Уитни) Бурдун (англ. Walter "Whitey" Budrun) — американский и литовский баскетболист, чемпион Европы 1939 года в составе сборной Литвы.

## Карьера

### Клубная
Учился в католическом Университете Маркетта в Милуоки. Играл за университетскую команду «Уорриорс» и команду всех звёзд. Дважды, в 1931 и 1932 годах Будрюнас становился лучшим бомбардиром команды с показателями 8,8 и 8,9 очков за игру соответственно. В 1934 году окончил университет, в 1938 году прибыл в Литву на Литовскую национальную олимпиаду и остался в стране. В чемпионате Литвы играл за ЦЯСО.

### В сборной
На чемпионате Европы 1939 года был одним из ведущих игроков сборной Литвы. В рекордной победе над сборной Финляндии 112:9 набрал 28 очков, став лучшим по этому показателю в литовской сборной, ещё в трёх матчах набирал двузначное число очков. В итоге с 73 очками стал шестым по результативности игроком чемпионата и третьим (после Пранаса Лубинаса и Миколаса Рузгиса) в литовской команде.
Вернувшись в США, с 1940 по 1959 год работал тренером, директором спортивной школы.